# Temporale Stunden

Zifferblatt einer Wand-Sonnenuhr für die gleichzeitige Anzeige temporaler (schwarz) und äquinoktialer (rot) Tages-Stunden mit punktförmigem Schatten (Nodus)
Die äquinoktialen Stunden sind gleich den temporalen Stunden zu den Äquinoktien (Tagundnachtgleichen); die Linien beider Stunden-Arten schneiden sich.

Als Temporale Stunden oder Temporalstunden wird die frühere Einteilung des lichten Tages und der Nacht in je 12 Abschnitte bezeichnet. Sie werden auch biblische oder jüdische Stunden sowie antike oder römische Stunden genannt, lateinisch horae temporales. Es sind ungleich lange Zeitabschnitte, weil der lichte Tag im Sommer länger ist als im Winter (umgekehrt für die Nacht). Ihr Gebrauch im Alltag wurde ab dem späten Mittelalter durch die heute üblichen, gleich langen äquinoktialen Stunden ersetzt.
Die erste temporale Stunde des lichten Tages beginnt bei Sonnenaufgang, die erste der Nacht bei Sonnenuntergang. Sind lichter Tag und Nacht z. B. in je zwölf temporale Stunden unterteilt, so sind Mittag und Mitternacht jeweils der Beginn der siebten Stunde.
Eine Uhr, welche die temporalen Stunden anzeigt, wird als Temporaluhr bezeichnet.

## Astronomische Grundlagen
Dem Begriff des lichten Tags entspricht der astronomische Begriff Tagbogen der Sonne. Mit Ausnahme des Äquators hängt die Länge des lichten Tages von der geographischen Breite und der Jahreszeit ab. Auf 49° nördl./südl. Breite (z. B. in Karlsruhe) schwankt er zwischen 16 äquinoktialen Stunden im Sommer und 8 äquinoktialen Stunden im Winter.
Durch die kontinuierliche Änderung der Längen des lichten Tags und der Nacht im Jahreslauf ändern sich übers Jahr auch die Längen der Tagteilung, also der temporalen Tagstunden und der temporalen Nachtstunden.
Die temporalen Stunden des Tages und der Nacht sind nur zum Frühlings- und Herbstbeginn (Tag-und-Nacht-Gleiche, Äquinoktien) gleich lang. Im Sommer sind die Tagstunden länger als die Nachtstunden, im Winter umgekehrt.
Ab 66,5° nördl./südl. Breite (Polarkreise) geht die Sonne im Sommer nicht mehr jeden Tag unter (den Horizont) und im Winter nicht mehr jeden Tag auf – es gibt den „Tag“ im Sinne des Begriffs nicht mehr. Näheres zu diesem Sachverhalt siehe Aufgang (Astronomie).

## Geschichte
Temporale Stunden waren in vielen Kulturen üblich. Eine Unterteilung des Tages und der Nacht in jeweils zwölf Stunden ist erstmals im Alten Ägypten belegt. Eine ähnliche Unterteilung des lichten Tages und der Nacht wurde später im Mittelmeerraum etwa seit der klassischen griechischen Antike in je zwölf Temporalstunden (altgriechisch ὥραι καιρικαί horai kairikai) vorgenommen.
In unserem Kulturkreis wurden sie von der römischen Zeitrechnung übernommen und waren im europäischen Mittelalter und darüber hinaus gebräuchlich. Sie hatten insbesondere im festgelegten Tagesablauf der klösterlichen Ordensgemeinschaften Bedeutung. Diese Zeiteinteilung ermöglichte es, die Arbeiten des Tages – wie Essen, Beten oder Arbeiten – immer zur gleichen (temporalen) Stunde zu verrichten, egal wie lang der lichte Tag war (Stundengebet).
Diese Zeitrechnung wird auch vom jüdischen Religionsgesetz (Halacha) verwendet, daher jüdische oder biblische Stundenteilung.
Mit zunehmender Verbreitung und Wichtigkeit der mechanischen Uhren wurden die temporalen Stunden durch die äquinoktialen Stunden abgelöst, die über den ganzen Tag gleich lang sind. Letztere werden heute bei der Angabe der Uhrzeit ausschließlich verwendet.

## Temporaluhren

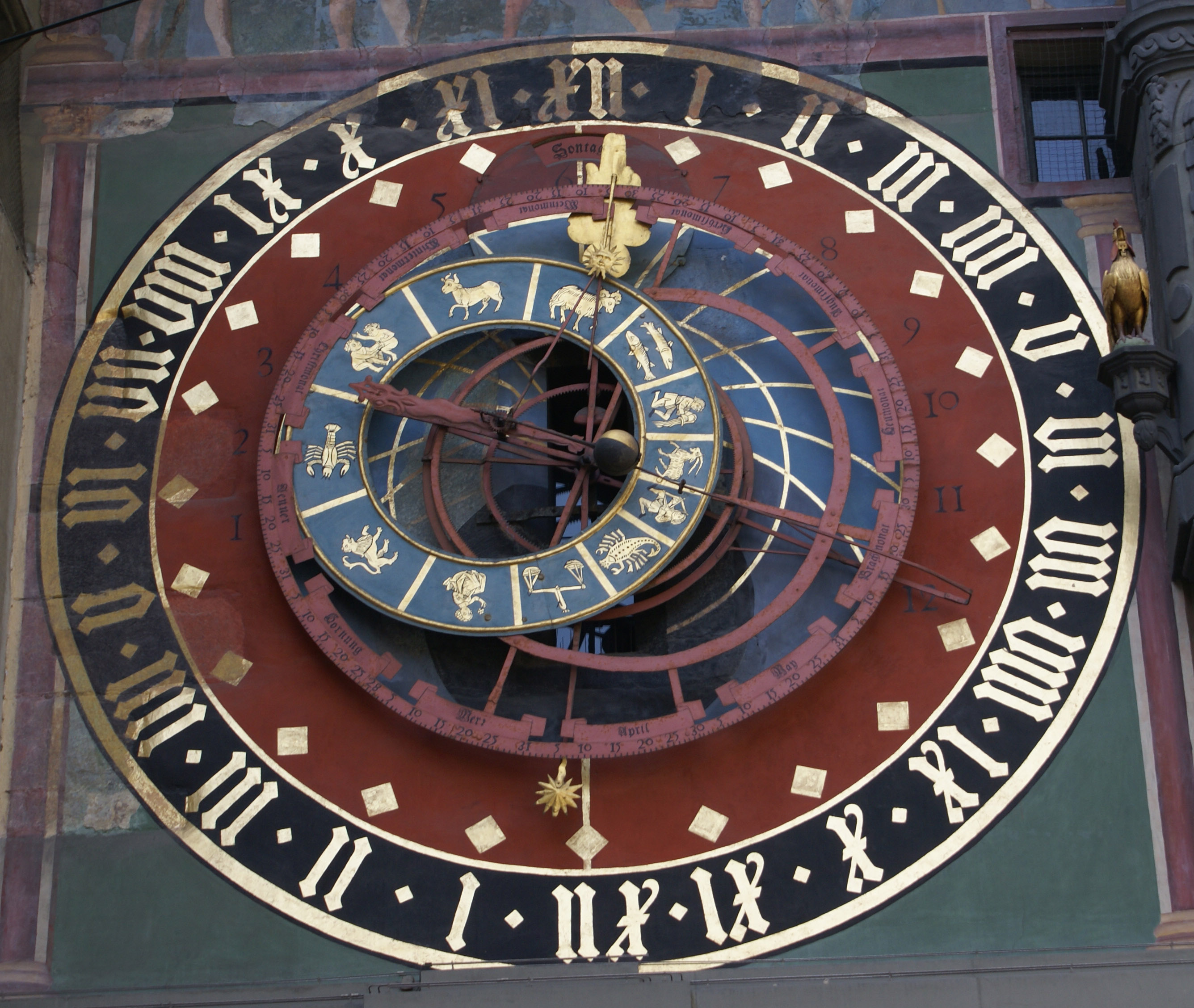
Die astronomische Uhr des Zytglogge in Bern zeigt die temporalen Stunden auf gebogenen goldenen Linien an: jeweiliges Ende der mit schwarzer Ziffer angegebenen Stunde.

Für die Anzeige temporaler Stunden wurde fast ausschließlich die Sonnenuhr mit Nodus als Zeiger verwendet. Der im Laufe des Jahres unterschiedlich hohe Sonnenstand diente dabei als Parameter, von dem die unterschiedliche Länge der temporalen Stunden im Jahresverlauf abhängt.
Viele astronomische Uhren, die beim Übergang zu den gleich langen äquinoktialen Stunden entstanden, zeigen neben den neuen gleich langen Stunden auch noch die temporalen Stunden an.
Wo temporale Stunden noch lange weiter verwendet wurden (vor allem in Klöstern), wurde die neue gleichmäßig laufende und den Übergang zu den gleich langen Stunden beschleunigende mechanische Uhr permanent schneller/langsamer eingestellt. Dabei waren für den Tag und für die Nacht zwei verschiedene Einstellungen oder je eine Uhr für den Tag und die Nacht nötig. Für Letztere wurde die Geschwindigkeit der Waag z. B. in 26 Stufen (also dem halben Zahlenwert von 52 Wochen) verändert. In den Wochen der Tagundnachtgleiche konnten beide Uhren mit der mittleren Gewichtsstellung auf der Waag betrieben werden. Die beiden Anzeigen der astronomischen Uhren sind in dieser Zeit identisch.